# ACE Enterprise
ACE Enterprise(エースエンタープライズ）は、1995年に設立された芸能事務所。

## 所属タレント
- 宝華
- フルヤヨシ
- 大野亮
- 高山トンガ
- 岩井俊八